# Clubiona africana
Clubiona africana là một loài nhện trong họ Clubionidae.
Loài này thuộc chi Clubiona. Clubiona africana được Roger de Lessert miêu tả năm 1921.